# Lužský vrch
Lužský vrch je široký hřbet, druhý nejvyšší vrchol Velkolužské vrchoviny náležící do pohoří Smrčiny. Zároveň je to nejvyšší bod města Skalná. Je zalesněn a volně přístupný, nachází se cca 2 km severozápadně vzdušnou čarou od centra Skalné v přírodním parku Kamenné vrchy. Od německých hranic je vzdálen pouze 1 km. Sousedními vrcholy Lužského vrchu jsou Čihadlo (583 m) a Kamenný vrch (564 m).